# گیاه‌پارچ گانتونگ
گیاه‌پارچ گانتونگ (نام علمی: Nepenthes gantungensis)، یک گونه از سرده گیاه‌پارچ‌ها می‌باشد.